# ムハンマド・ヌルル・イスラーム
ムハンマド・ヌルル・イスラーム（ベンガル語: মুহম্মদ নূরুল ইসলাম、英語: Muhammad Nurul Islam、1943年 - ）はバングラデシュの外交官。チッタゴン生まれ。旭日章受賞者。2017年現在、在チッタゴン日本国名誉総領事館において名誉総領事の地位にある。日本国名誉総領事館はバングラデシュ全土で102ある（チッタゴンでは15）外国公館等のうちの一つである。

## 来歴
ヌルル・イスラームは1943年にイギリス領インド帝国のチッタゴンに生まれ、幼少時代もチッタゴンで過ごす。1963年にダッカ大学チッタゴン校を卒業。1968年に国際交流基金（Japan Foundation）の奨学金を利用して東京大学で日本語学の課程を修了した。ヌルル・イスラームは1987年にチッタゴンで日本アカデミー（Nippon Academy）を設立し、バングラデシュにおける日本語と習得と日本学（Japan studies）の研究の便宜を図った。続いて1989年に AOTS (The Association for Overseas Human Resources and Industry Development Association) Alumni Society を設立し、バングラデシュにおける日本流の経営を紹介・導入した。1990年に在チッタゴン日本国名誉領事に就任し、2000年までの任期を務めた。2017年現在、在チッタゴン日本国名誉総領事として同職2期目を務める。
2012年11月3日、日本政府は平成24年秋の叙勲式でヌルル・イスラームに旭日中綬章を授与した。2012年（平成24年）は、日本とバングラデシュの間で外交関係が樹立されて以来40周年の年に当たり、ヌルル・イスラームは旭日章を授与された5人目のバングラデシュ人となった。